# Hélder Câmara
Dom Hélder Pessôa Câmara, född 7 februari 1909 i Fortaleza, Ceará, Brasilien, död 27 augusti 1999 i Recife, var en romersk-katolsk präst, verksam i Brasilien. Han var anhängare av befrielseteologin och visade ett stort engagemang för de fattiga.
Dom Hélder Câmara prästvigdes 1931 vid endast 22 års ålder. Han drogs till politiken och hade till en början en konservativ teologisk grundsyn, men utvecklades alltmer i riktning mot att försvara de fattigas sak. Han predikade i kyrkorna i Rio de Janeiro, blev välkänd bl.a. genom radio och TV, och verkade bland de fattiga, för vilka han bl.a. grundade en bank, "Försynens bank". Han upptäckte "mer och mer att kärleken till de fattiga kräver arbete för rättvisa" (Catharina B Broomé op, företal till boken Tusen skäl att leva). 1955 organiserade han en stor internationell katolsk kongress om nattvarden, eukaristin, och myntade sitt med tiden "bevingade ord om 'den fattiges eukaristi', dvs Kristi närvaro i de fattiga 'under otrygghetens tecken'" (Broomé som ovan).  
Han var ärkebiskop av Olinda och Recife till 1985 från 1964, det år då militären tog makten i Brasilien. Han brännmärkte regimens orättvisor, godtyckliga arresteringar och tortyr och ställde sig öppet på det fattiga folkets sida. I sin bok Mille raisons pour vivre - Tusen skäl att leva (1980) - publicerade han en del av sina dikter, exempelvis denna: 
```
    Bara en vattenpuss
    ville jag vara   
    och spegla himlen!
```